# Ковалевская, Ивона
Ивона Ковалевская (пол. Iwona Dąbrowska-Kowalewska, до замужества Домбровская (Дамбровская); род. 21 мая 1966, Пулавы, Люблинское воеводство) — польская спортсменка, пятиборка. Чемпионка мира в личном первенстве (1992). Всего завоевала 13 титулов чемпионки мира в командном первенстве, эстафете, личное первенство. 4-кратная чемпионка Европы по современному пятиборью.

## Биография
В возрасте семи лет Ивона начала плавать, так же занималась легкой атлетикой, а в сентябре 1982 года начала тренироваться в современном пятиборье . За свою спортивную карьеру завоевала «золото» в шести мировых командных первенствах и шесть раз была чемпионкой мира раз в эстафете. Самым большим успехом была победа в чемпионате мира (1992) в личном первенстве и звание вице-чемпионки мира (1993), чемпионка Европы (1995), вице-чемпионка Европы (1997 и 1998) и бронзовый призёр чемпионата Европы (1989).
7 раз выигрывала чемпионат Польши, а также титул Чемпиона Польши по фехтованию (1996), что немного необычно для пятиборцев. В общей сложности, за 15 лет международной спортивной карьеры она завоевала 30 медалей на Чемпионатах мира и Европы, в том числе 19 золотых медалей.

## Награды
Ивона Ковалевская является обладателем приза «Лучший спортсмен Варшавы» (1993), «Лучший спортсмен польской армии» (1993)и заняла 5-е место в конкурсе «Лучший спортсмен Польши».
- «Fair Play» 1992
- 2006 Индивидуальная премия за карьеру в жизни и спорте
- 2006 — Международный конкурс «World Fair Play-Fair Play» Диплом в номинации «Спортивная карьера».

В 2001 году награждена «Золотым крестом за заслуги» президентом Польши Александром Квасьневским.